# 聞振國

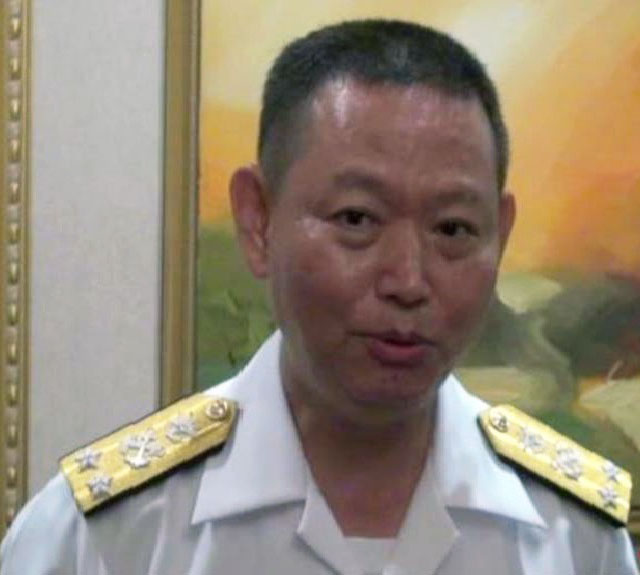
聞振國中將（2014年7月21日）

聞振國（1958年10月—），中華民國海軍中將退役，曾任國防部政治作戰局中將局長、海軍艦隊指揮部少將政戰主任、國防部海軍司令部中將政戰主任，政戰學校1981年班（70年班；27期）畢業，2006年7月1日由上校晉升少將，2013年1月1日升為中將。
2016年2月19日，政戰局擅權指揮憲兵違法調查、拘捕並扣押民眾所持過去50、60年代的戒嚴時期文獻，經媒體報導後國會與輿論譁然，引起臺灣白色恐怖再現的疑議。聞與保防安全處處長趙代川少將受記過兩次處分。
2018年11月1日，聞屆齡退伍，政戰局長職由黃開森中將接任。

## 荣誉

### 中华民国勋章奖章
- 四等宝鼎勋章（2018年10月30日于台北博爱营区颁授[11]）